# Gyrocheilos lasiocalyx
Gyrocheilos lasiocalyx är en tvåhjärtbladig växtart som beskrevs av Wen Tsai Wang. Gyrocheilos lasiocalyx ingår i släktet Gyrocheilos och familjen Gesneriaceae. Inga underarter finns listade i Catalogue of Life.